# Lagmansberga

Lagmansberga är en gård från medeltiden i Allhelgona socken (nuvarande Mjölby kommun). Den bestod av 7 1⁄4 mantal. 